# سوزان نام
سوزان نام (بالإنجليزية: Suzanne Nam)‏ هي صحفية أمريكية، ولدت في 1974 في نيويورك في الولايات المتحدة.